# René Grignon
René Grignon (Gennevilliers, Alts del Sena, 4 de juliol de 1950) va ser un ciclista francès que es dedicà al ciclisme en pista. Va guanyar una medalla de bronze al Campionat del món de persecució per equips de 1969.